# Luca Barbieri
Luca Barbieri fue un pintor barroco italiano.  

## Biografía
Según el diccionario biográfico de Michael Bryan (1849), que toma su información de Carlo Cesare Malvasia, se trataría de un pintor nacido en Bolonia y discípulo de Alessandro Tiarini, pintor de arquitecturas, vistas y paisajes. Con Francesco Carbone, que le pintaba las figuras, habría realizado numerosas pinturas en palacios y edificios públicos de Bolonia.